# Dido Freire
Dido Freire est une scripte brésilienne du cinéma, née le 4 avril 1907 à Belém (état du Pará, Brésil), morte le 7 mai 1990  à Beverly Hills, (comté de Los Angeles, Californie). Elle fut la deuxième et dernière épouse du cinéaste français Jean Renoir.

## Biographie
Dido Freire est la fille du diplomate brésilien Dario Freire et de son épouse Júlia Freire. Elle est aussi, par ses parents, une amie du réalisateur brésilien Alberto Cavalcanti. À l'été 1927, sur le tournage de La P'tite Lili, de Cavalcanti, elle fait la connaissance de Jean Renoir, alors marié à la vedette du film, Catherine Hessling. Renoir joue dans le film un petit rôle de souteneur, alors que Dido y fait une apparition, jouant le rôle d'une cousette. Dans les années qui suivent, Dido demeure très proche de Catherine Hessling, s'occupant notamment du fils de Catherine, Alain Renoir, après la séparation avec Jean.
Au début de l'année 1939, grâce au soutien de Catherine Hessling, Dido Freire est présente sur le tournage de La Règle du jeu de Renoir. Elle est la scripte en titre, auprès de Marguerite Renoir, monteuse et compagne de Renoir, qui assure une supervision de la continuité. À la fin du tournage, Dido est devenue la nouvelle compagne de Jean Renoir. Leur mariage a lieu le 4 février 1944, à Westwood (Los Angeles), en présence de Gabrielle Renard de Dudley Nichols et de Charles Laughton.
Désormais, et jusqu'à la mort du réalisateur, Dido Freire veille sur tous les aspects de la vie de Jean Renoir.

## Filmographie
- 1927 : La P'tite Lili d'Alberto Cavalcanti, actrice
- 1939 : La Règle du jeu de Jean Renoir, scripte
- 1967 : Cinéastes de notre temps : Jean Renoir, le patron, 3e partie : la règle et l’exception de Jacques Rivette
- 1972 : Carola de Norman Lloyd, traductrice